# Cratere Vera
Vera è un cratere lunare di 2,27 km situato nella parte nord-occidentale della faccia visibile della Luna.